# Mike DePalmer
Michael Samuel DePalmer, más conocido como Mike DePalmer, (Tampa, 17 de octubre de 1961-Knoxville, 7 de agosto de 2021) fue un tenista estadounidense. 

## Carrera
DePalmer estudió en la Universidad de Tennessee, donde su padre trabajaba como entrenador de tenis. Justo al comienzo de su carrera tuvo su mayor éxito como jugador individual en el ATP World Tour cuando llegó a la final del torneo de Ancona, que perdió ante Anders Järryd. También alcanzó las semifinales del torneo en Viena y las semifinales de Tampa al año siguiente. En 1984, hizo su primera doble final en San Francisco. Ganó su primer título doble en 1985 en Viena, un segundo título seguido en el mismo año. 1986 fue el año más exitoso con tres victorias en torneos. 
En el curso de su carrera, ganó seis títulos dobles y otros seis veces llegó a una final. Alcanzó su puesto más alto en el ranking mundial de tenis en 1983 con el puesto 35 en singles y en 1986 con el puesto 20 en dobles. 
Su mejor resultado individual en un torneo de Grand Slam fue la tercera ronda, que logró en los cuatro torneos. En 1985 llegó a las semifinales del Abierto de Estados Unidos al lado de Gary Donnelly, en el Abierto de Australia, en Wimbledon y en el Abierto de Francia en el mismo año, llegó a los octavos de final del mismo año. 
Después de su carrera profesional, que terminó debido a problemas persistentes de espalda, De Palmer trabajó como entrenador para Boris Becker desde agosto de 1995. DePalmer trabajó anteriormente para Nick Bollettieri, para quien tanto su padre como su hermano ya trabajaban.
De Palmer continuó trabajando como entrenador privado en Fort Myers Raquet Club, Fort Myers, Florida. 

## Victorias en torneos
| Leyenda                        |
| Grand Slam                     |
| Tennis Masters Cup             |
| ATP Masters Series             |
| ATP International Series Gold  |
| Serie internacional de ATP (6) |

### Dobles (6)
| No | Fecha | Torneo                  | Superficie   | Socio                | Oponentes finales                   | Resultado     |
| 1° | 1985  | Torneo de Livingston    | Cancha dura  | Peter Doohan         | Eddie Edwards Danie Visser          | 6-3, 6-4      |
| 2° | 1985  | Torneo de Viena         | Cancha dura  | Gary Donnelly        | Sergio Casal Emilio Sánchez Vicario | 6-4, 6-3      |
| 3º | 1986  | ATP Tokyo Indoor        | Alfombra (i) | Gary Donnelly        | Andrés Gómez Ivan Lendl             | 6-3, 7-5      |
| 4° | 1986  | ATP Hong Kong           | Cancha dura  | Gary Donnelly        | Pat Cash Mark Kratzmann             | 7-6, 6-7, 7-5 |
| 5° | 1986  | Torneo de Johannesburgo | Cancha dura  | Christo van Rensburg | Andrés Gómez Sherwood Stewart       | 3-6, 6-2, 7-6 |
| 6° | 1989  | ATP de Florencia        | Arena        | Blaine Willenborg    | Pietro Pennisi Simone Restelli      | 4-6, 6-4, 6-4 |